# Augustin (Weihbischof)
Augustin († 29. September 1445) war nachweislich nach 1427 bis zu seinem Tode Weihbischof in Meißen.
Durch seine Bezugnahmen auf die heilige Hedwig von Andechs, Schutzpatronin Schlesiens, vermutet man bei Augustin eine schlesische Herkunft. Er war Titularbischof von Thalona (vermutlich Thala oder Tharona). 
Er wurde von Bischof Johannes Hoffmann von Schweidnitz berufen. Neben seiner Tätigkeit als Weihbischof war er bischöflicher Generalvikar.
Im Jahr 1441 weihte er den Altar der Marienkirche von Krakau. Vor seinem Tod stiftete er den Altar der Heiligen Hedwig im Meißner Dom und führte daneben das schlesische Fest der Reliquienüberführung der Heiligen ein. 
Er wurde im Meißner Dom vor dem Altar bestattet. Seine Grabplatte aus Sandstein stellt ihn als Ritzzeichnung figürlich dar. Der abgebildete gespaltene Schild konnte nicht näher bestimmt werden.